# Рокка-Сузелла
Рокка-Сузелла (італ. Rocca Susella) — муніципалітет в Італії, у регіоні Ломбардія, провінція Павія.
Рокка-Сузелла розташована на відстані близько 440 км на північний захід від Рима, 65 км на південь від Мілана, 31 км на південь від Павії.
Населення — 240 осіб (2014).

## Демографія
Населення за роками:

Станом на 1 січня 2023 року в муніципалітеті офіційно проживало 13 іноземців з 5 країн, серед них 9 громадян країн Євросоюзу та 2 громадяни України.

## Сусідні муніципалітети
- Борго-Пріоло
- Годіаско
- Монтезегале
- Реторбідо
- Риванаццано
- Торрацца-Косте